# Stazione di Mira-Mirano
Stazione di Mira-Mirano vasútállomás Olaszországban, Veneto régióban, Mira településen.

## Vasútvonalak
Az állomást az alábbi vasútvonalak érintik:
- Milánó–Velence-vasútvonal

## Kapcsolódó állomások
A vasútállomáshoz az alábbi állomások vannak a legközelebb: 
- Stazione di Dolo
- Stazione di Venezia Mestre